# Гіпотеза спільного походження Фрігг і Фреї
Гіпотеза про спільне походження Фрігг і Фрея стверджує, що давньоскандинавські богині Фрігг і Фрея походять від спільної протогерманської фігури, про що свідчить численні подібності між двома божествами. Науковець Стефан Ґранді коментує, що «проблема того, чи могли Фрігг або Фрейя спочатку бути однією богинею, є складною, що ще більше ускладнюється мізерною кількістю згадок про германських богинь до епохи вікінгів та різноманітною якістю джерел. Найкраще, що можна зробити — це дослідити аргументи за і проти їхньої ідентичності, і подивитися, наскільки добре кожен з них може бути підтриманий».
Імена Фрея та Ванір (група богів, до яких належить Фрейя) не засвідчені за межами Скандинавії, на відміну від імені богині Фрігг, яка у давньоанглійській мові згадується як Frīg та як Frīja у давньоверхньонімецькій, усі походять від прагерманського *Frijjō. Хоча немає подібних доказів існування спільної германської богині, від якої походить Фрея, деякі вчені стверджують, що це може бути просто через брак записів поза північногерманською традицією.

## Етимологія
Також було припущено, що імена Фрея та Фрігг можуть походити від спільного лінгвістичного джерела. Ця теорія — однак, відкидається більшістю лінгвістів, які тлумачать ім'я Frigg як пов'язане з протогерманським дієсловом *frijōn («кохати») і походить від субстантивованого жіночого роду прикметника *frijaz («вільний»), тоді як Freyja вважається похідним від форми жіночого роду *frawjōn ('пан'). З іншого боку, імена Freyja («леді, володарка») і Freyr («володар») є спорідненими іменами, що походять від спільного кореня *frawjōn, що не обов'язково означає подальший зв'язок.

## Спільні міфологічні риси
І Фрігг, і Фрейя пов'язані з ткацтвом, поєднуючи в собі аспекти богині кохання та домашньої богині. У Швеції та деяких частинах Німеччини астеризм пояса Оріона відомий як прялка або веретено.

## У масовій культурі
У грі God of War студії Santa Monica 2018 року та її продовженні God of War Ragnarök 2022 року персонаж Фрейя часто згадується як Фрігг. У грі це пояснюється тим, що кожного разу, коли вона чогось досягала, Одін приписував це Фрігг, намагаючись приховати її досягнення під прапором Есіра.
У всесвіті Marvel Comics Фрігг, прийомна мати Тора, та асгардська богиня Фрея спочатку були прописані як різні персонажі. Починаючи з «Локі: Агент Асгарда» 2015 року, Фрігг використовує виключно ім'я Фрейя, хоча окрема персонажка з ім'ям Фрейя також нечасто з'являлася.

## Подальше читання
- Ásdísardóttir, Ingunn. Frigg og Freyja: kvenleg goðmögn í heiðnum sið. Íslensk menning, Vol. 4. Reykjavík: Hið íslenska bókmenntafélag. 2007. (in Icelandic)
- Doyle White, Ethan (2014). The Goddess Frig: Reassessing an Anglo-Saxon Deity. Preternature: Critical and Historical Studies on the Preternatural. 3 (2): 284—310. doi:10.5325/preternature.3.2.0284. ISSN 2161-2196. JSTOR 10.5325/preternature.3.2.0284.
- Näsström, Britt-Mari (sv). «Freyja and Frigg — two aspects of the Great Goddess». In: Shamanism and Northern Ecology. Edited by Juha Pentikäinen. Berlin, New York: De Gruyter, 2011 [1996]. pp. 81–96. https://doi.org/10.1515/9783110811674.81